# Yannick Anzuluni
Mletshi Yannick Anzuluni (* 21. August 1987) ist ein ehemaliger kanadisch-kongolesischer Basketballspieler.

## Spielerlaufbahn
Anzuluni wurde im damaligen Zaire geboren, siedelte als Kleinkind mit seiner Familie nach Belgien um, wo sie zehn Jahre blieb und dann nach Chicoutimi nach Kanada zog. Er besuchte dann in Ottawa die französischsprachige École secondaire catholique Garneau und spielte für deren Basketballmannschaft.
Von 2006 bis 2010 spielte er am Houghton College in den Vereinigten Staaten und verbuchte für die Hochschulmannschaft in der zweiten NAIA-Division gute statistische Werte. In insgesamt 79 Einsätzen für die Mannschaft der im Bundesstaat New York gelegenen Universität erzielte er im Durchschnitt 15,4 Punkte, 9,3 Rebounds, 2,1 Korbvorlagen, 1,8 Ballgewinne und 1,4 geblockte Würfe. Seine ersten Erfahrungen als Berufsbasketballspieler sammelte Anzuluni bei den Kebs de Québec in Kanada.
In der Saison 2012/13 stand er in 21 Regionalliga-Spielen für den BBC Magdeburg auf dem Feld und erzielte Mittelwerte von 17,5 Punkten und elf Rebounds pro Begegnung. Vom Basketballnachrichtendienst eurobasket.com wurde er daraufhin in die Mannschaft des Jahres der Spielzeit 2012/13 in der 1. Regionalliga Nord aufgenommen und als bester Verteidiger der Saison ausgezeichnet.
Es folgte ein Jahr in der zweiten Mannschaft von Tampereen Pyrintö in der zweithöchsten Liga Finnlands. Anzuluni wurde von eurobasket.com als Spieler der Saison 2013/14 in der Liga ausgezeichnet. Er ging nach Deutschland zurück und verstärkte im Spieljahr 2014/15 die Rostock Seawolves in der 2. Bundesliga ProB. Mit 20,5 Punkten pro Spiel war er bester Korbschütze des damaligen Liganeulings und verbuchte zudem 8,3 Rebounds und 3,3 Ballgewinne je Einsatz.
Zur Saison 2015/16 wechselte er nach Schweden und lief für den Erstligisten Umeå BSKT auf. Im Sommer 2016 wurde Anzuluni vom Bundesligisten Phoenix Hagen als Neuzugang vermeldet. In zwei Bundesliga-Einsätzen konnte er nicht überzeugen, Anfang Oktober 2016 kam es zur Trennung.
Von 2016 bis 2018 stand der vielseitige Flügelspieler beim schwedischen Erstligisten BC Luleå unter Vertrag und wurde in dieser Zeit in 83 Ligaspielen eingesetzt. Dabei erzielte Anzuluni im Schnitt 15,2 Punkte, 7,4 Rebounds, 2,6 Korbvorlagen und 1,7 Ballgewinne pro Partie.
Im August 2018 wurde er in Rostock als Neuverpflichtung vorgestellt, kehrte damit zu den Hanseaten zurück, die wenige Monate zuvor den Aufstieg in die 2. Bundesliga ProA bewerkstelligt hatten. Nach dem Ende der Saison 2018/19, in welcher er mit 14 Punkten pro Spiel zweitbester Rostocker Korbschütze war und mit 5,8 Rebounds je Begegnung den Mannschaftshöchstwert erreichte, wechselte er zu Djurgården Basket nach Schweden. Im Sommer 2020 schloss er sich Bærum Basket aus Norwegen an.
Im Sommer 2022 wurde er Spieler des schwedischen Zweitligisten Trelleborg Pirates. Dort spielte er bis November 2022.

### Persönliches
Sein Vater Bembe Anzuluni war unter Mobuto acht Jahre lang der Vorsitzende des legislativen Rates von Zaire.
Anzuluni wurde nach dem Ende seiner Spielerlaufbahn für ein EDV-Unternehmen tätig.